# Gwembe (Distrikt)
Gwembe ist einer von 15 Distrikten in der Südprovinz in Sambia. Er hat eine Fläche von 3982 km² und es leben 79.273 Menschen in ihm (2022). Sitz des Distriktkommissariats ist die Stadt Gwembe, das Bürgerzentrum und das Ratsbüro befindet sich in Munyumbwe. Von dem Distrikt wurde 1992 Sinazongwe abgespaltet.

## Geschichte
Gwembe wurde in den 1950er Jahren gegründet und ist einer der ältesten Distrikte Sambias. Er umfasste bei seiner Gründung die Distrikte Siavonga, der bei seiner Abspaltung von Gwembe auch den Distrikt Chirundu beinhaltete, und Sinanzongwe. Der ursprüngliche Distrikt umfasste somit den gesamten Osten der Südprovinz.

## Geografie
Gwembe befindet sich etwa 90 Kilometer südlich von Lusaka. Der Distrikt erhebt sich im Norden auf bis zu 1200 m und fällt nach Süden zum See auf unter 500 m ab. Einen Teil der Südwestgrenze bildet der Fluss Jongola, die Ostgrenze zum Teil der Lufua.
Der Distrikt grenzt im Südwesten an den Distrikt Sinazongwe, im Westen an Pemba, im Norden an Monze und Siavonga, und im Südosten an den Kariba Distrikt in der Provinz Mashonaland West auf der anderen Seite des Kariba-Stausees in Simbabwe.

### Klima
Das Sambesi-Tal leidet unter einer anhaltenden Dürre. In Gwembe fallen selbst in Jahren mit guten Niederschlägen verspätete und spärliche Regenmengen. Der Distrikt weist normalerweise längere Trockenperioden und eine durchschnittliche Niederschlagsmenge von etwa 700 mm pro Jahr auf. Die Temperaturen sind immer hoch und in der Trockenzeit weht heißer Wind. Die durchschnittliche Jahrestemperatur im Gwembe beträgt 22° Celsius, allerdings steigen die Höchsttemperaturen während der heißesten Zeit, im Oktober, auf über 40° Celsius.

### Landschaft
Das Gelände ist gebirgig mit steilen Hängen und welligem, felsigem Gelände. Der Niederschlag fließt sehr rasch ab, was dazu führt, dass das Land stark erodiert ist und das Wasser Schluchten hinterlässt die schnell abtrocknen (Erosionsrinnen).

## Verwaltung
Der Distrikt hat eine zweigeteilte Verwaltungsstruktur. Die Büros des Bezirkskommissars befinden sich auf dem Plateau im Ort Gwembe, während sich der Hauptsitz der örtlichen Behörde im 33 Kilometer entfernten Tal in Munyumbwe befindet.
Der Distrikt hat nur einen Wahlkreis und 12 Wards: 
- Masanga
- Sinafala
- Jumbo/Kkoma
- Chibuwe
- Siampande
- Kotakota
- Luumbo
- Bbondo
- Chisale
- Fumbo
- Jongola
- Lukonde

Gwembe hat zwei Traditionelle Führer: Häuptling Chipepo und Häuptling Munyumbwe. Einige Gebiete rund um den Ort Gwembe stehen jedoch unter Häuptling Ufwenuka aus Monze. Der Palast von Häuptling Munyumbwe befindet sich in Ganikongo in Gwembe, während sich der Palast von Häuptling Chipepo in Siavonga befindet. Das Häuptlingstum von Häuptling Chipepo umfasst einen Teil der Distrikte Siavonga, Gwembe und Sinazongwe. Er verwaltet sein Häuptlingstum in Gwembe durch seinen Vertreter im Ort Chipepo.

## Bevölkerung
Das Steilhanggebiet ist dünn besiedelt. Vereinzelte Populationen finden sich entlang saisonaler Flüsse. Dichte Populationen gibt es in Gwembe, Lukonde, Munyumbwe und Chipepo entlang der Hauptstraße von Gwembe nach Chipepo und in Sinafala.
Die vorherrschende Ethnie sind die Tonga. Die vorherrschende soziokulturelle Praxis ist Polygamie.

## Wirtschaft
Fischerei und Landwirtschaft – Ackerbau und Viehzucht, sind die Haupteinnahmequellen in Gwembe. Jedoch gibt es in Gwembe keine kommerziellen Landwirte. Die wichtigsten im Bezirk angebauten Nahrungspflanzen sind Mais, Sorghum und Hirse. Außerdem werden Erdnüsse, Augenbohnen und Gemüse wie Gurken, Kürbisse, Raps, Tomaten und Wassermelonen angebaut. Baumwolle ist die wichtigste Nutzpflanze. Mit Ausnahme von Gemüse werden alle Nutzpflanzen im Rahmen von Regenfeldanbaumethoden angebaut. Das Seeufer gute Möglichkeiten für die Pflanzenproduktion unter Bewässerung bieten. Es ist jedoch bisher kaum erschlossen.
Der Distrikt leidet immer wieder unter Trockenheit und es kommt zu Ernteausfällen und Hungersnöten. Allerdings kann es auch zu extremen Hochwassern kommen.
Da die Böden nicht sehr ertragreich sind, sind Fischfarmen ein wichtiger Faktor, der auch weiter gefördert wird. Daneben ist die Fischerei im Stausee ein weiterer Faktor, der allerdings durch niedrige Wasserstände zunehmend starke Einbußen erfahrt.
Es kommt immer wieder zu Konflikten zwischen Wildtieren und den Menschen. Besonders Krokodile und Nilpferde, letztere verwüsten vor allem die Ernten, stehen im Fokus.

## Infrastruktur
Viele Menschen im Distrikt wurden 1957 – 1958 bei dem Bau des Kariba-Stausees umgesiedelt. Dabei mussten sie die fruchtbaren und feuchten Auen des Sambesis verlassen und wurden auf dem trockenen Plateau mit ausgewaschenen Böden angesiedelt.
Die Trink- und Abwassersituation in Gwembe bessert sich allmählich. 2015 wurden neue Bohrlöcher gesetzt und somit die Wasserversorgung für etwa 12.000 weitere Menschen sichergestellt. Auch die Elektrifizierung schreitet langsam voran.
Die Straßen im Distrikt sind in einem schlechten Zustand (2015). Von dem Ort Gwembe bis nach Munyumbwe sind von den 45 km 33 Schotterpiste, von dort bis nach Chipepo, der Handelshauptstadt von Gwembe, noch Mal 33 km Piste. Alles, was die Menschen in Gwembe brauchen, von Finanzdienstleistungen bis hin zu Medikamenten, Treibstoff und Lebensmitteln, kommt aus dem 45 km entfernten Monze, was die Preise nach oben treibt.
Auch die Kommunikationsinfrastruktur befindet sich in einem sehr schlechten Zustand. Daher sind mehrere Teile von Gwembe völlig ohne Kontakt zur Außenwelt. In Chipepo gibt es Bereiche, die von einem simbabwischen Netzanbieter abgedeckt werden.
In Munyumbwe gibt es bislang weder eine Polizeistation noch Banken. Bargeld ist erst in Monze erhältlich. Entsprechend wird ein Großer Teil des Geldes in Monze und nicht lokal ausgegeben.